# Heterolaophonte laurentica
Heterolaophonte laurentica är en kräftdjursart som först beskrevs av Nicholls 1941.  Heterolaophonte laurentica ingår i släktet Heterolaophonte och familjen Laophontidae. Inga underarter finns listade i Catalogue of Life.